# Domènec Martí i Julià

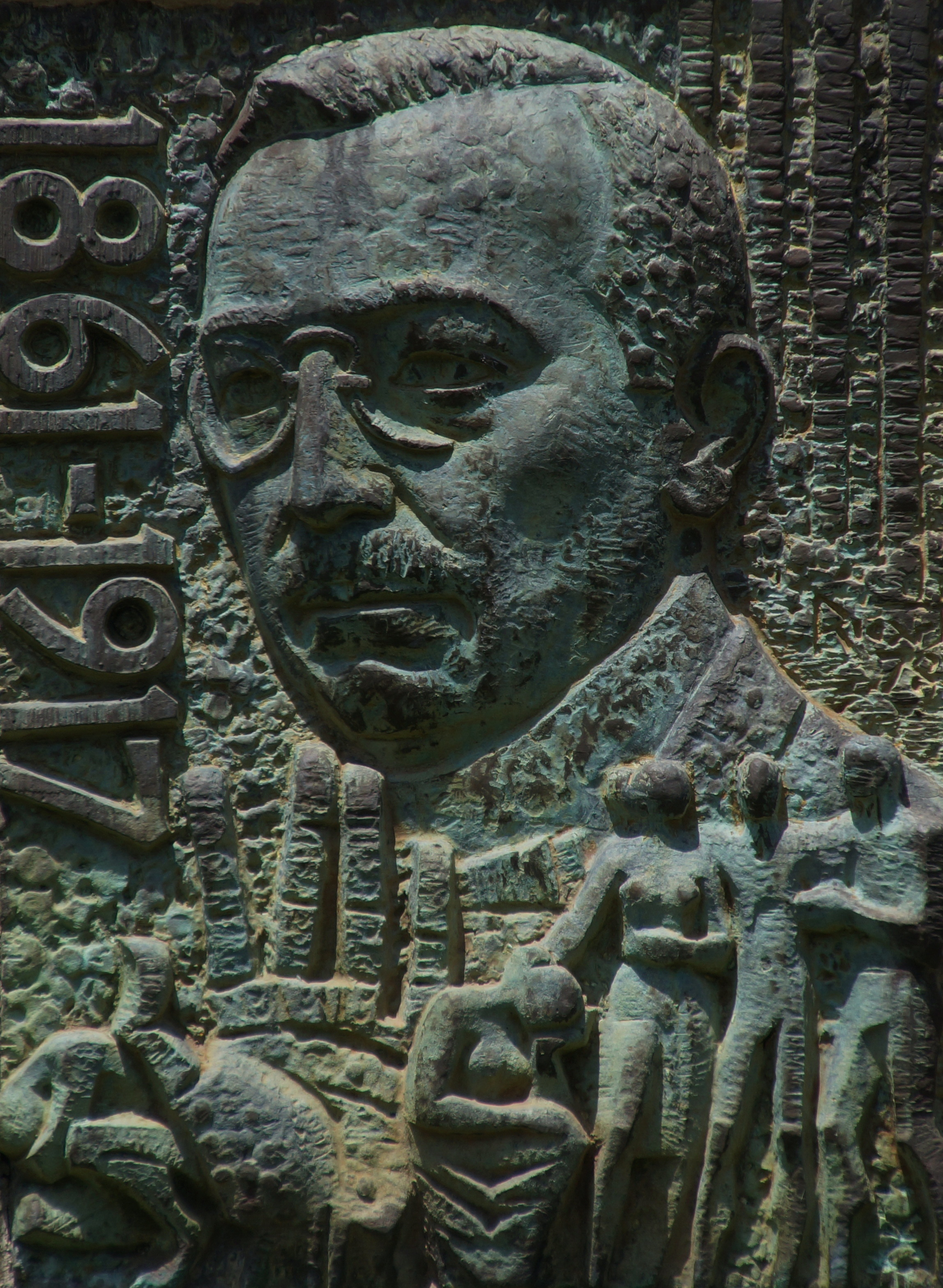
Retrato de Domènec Martí

Domènec Martí i Julià (Barcelona, 1861-Barcelona, 25 de junio de 1917) fue un psiquiatra y político español, de ideología catalanista.

## Biografía

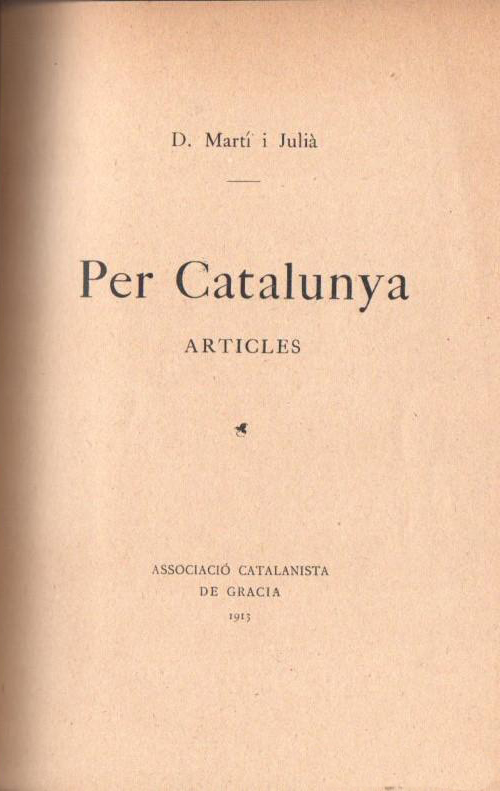
Per Catalunya (1913)

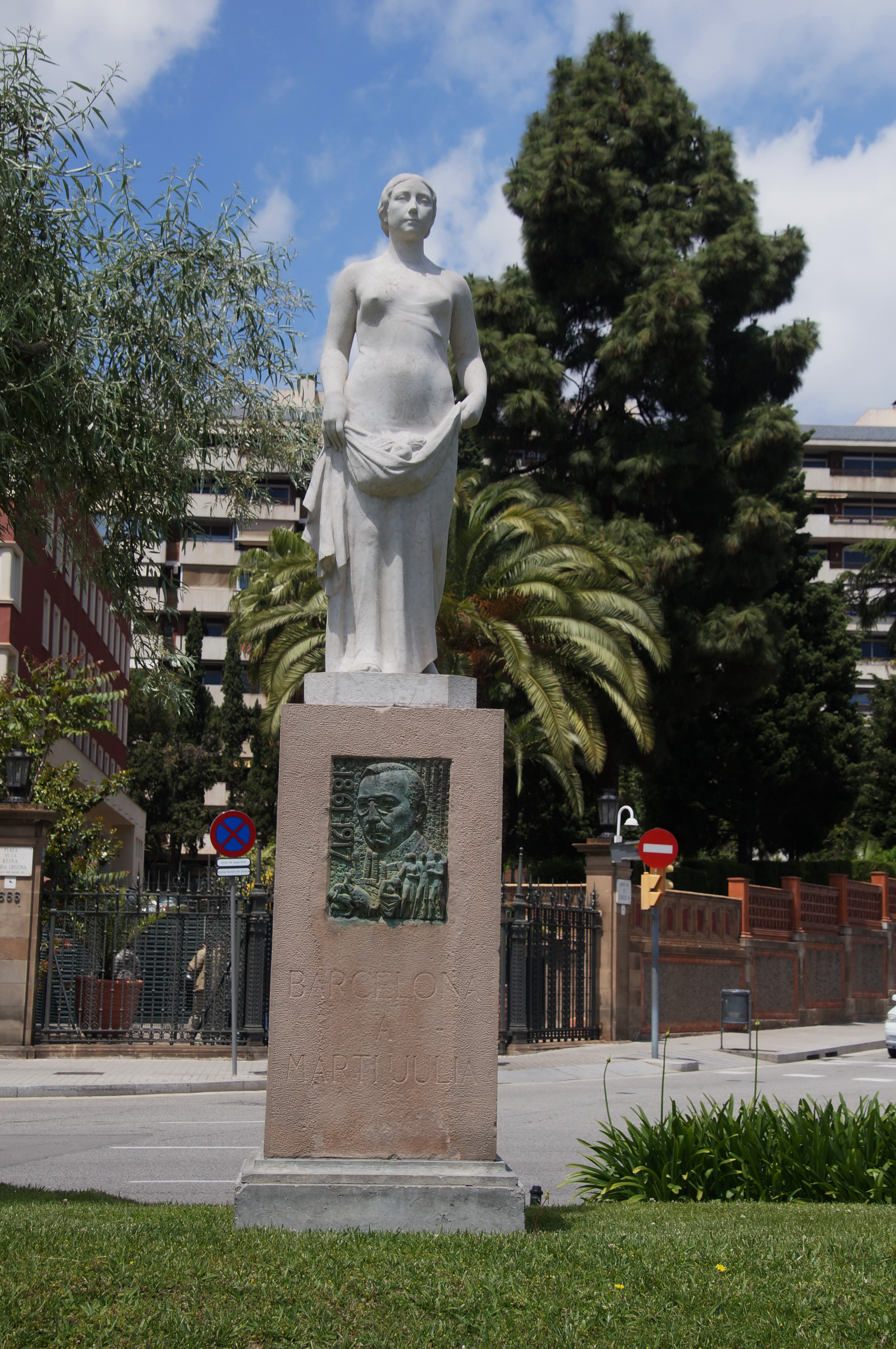
Monumento en honor a Domènec Martí en Barcelona

Nació en Barcelona en 1861. Fue director del Instituto Frenopático de Les Corts de 1909 a 1915 y presidió la Sociedad de Psiquiatría y Neurología. Escribió monografías médicas con planteamientos innovadores para su época. Su trabajo habría tenido como fin «dotar de fundamentación biológica el discurso nacionalista catalán».
En el terreno político, fue cofundador y presidente de Joventut Federalista de Catalunya, que adoptó una posición radicalmente nacionalista y presidió la Unió Catalanista en 1903-1906 y en 1914-1917. Participó en el Primer Congreso Universitario Catalán y formó parte del comité ejecutivo de Solidaritat Catalana en 1906. Colaboró en las revistas La Renaixensa, La Pàtria, La Nació, Catalunya, Joventut, La Tralla y El Poble Català. Escribió el Manifest per Catalunya (1913), publicado por L'Avenç. La juventud catalanista que posteriormente ingresó en Estat Català o Nosaltres sols! lo consideraron como un referente obligado. El escritor y periodista Eugenio Xammar llegó a definir a Martí i Julià como el «primer prohombre catalán».
Falleció en su ciudad natal el 25 de junio de 1917.
Existe un monumento en Barcelona a su memoria, inaugurado en 1978.